# 开元道藏
《开元道藏》是中国历史上的第一部正式的、完整的道藏。唐玄宗在开元（713年 - 741年）年间命人四处寻访道经，加上原来京中藏书，纂修成《开元道藏》。其目录为《三洞琼纲》。分三洞三十六部，即洞真、洞玄、洞神各十二部。唐天宝七年( 748 )诏令传写，以广流布。至唐末五代，毁於兵火。这部道藏据陈国符考证，有3744卷。
大多数研究者认为它使用的是三洞分类法。